# Kamienica przy ulicy św. Antoniego 40 we Wrocławiu
Kamienica przy ulicy Antoniego 36/38 – kamienica, znajdująca się przy ulicy św. Antoniego we Wrocławiu. 

## Historia kamienicy

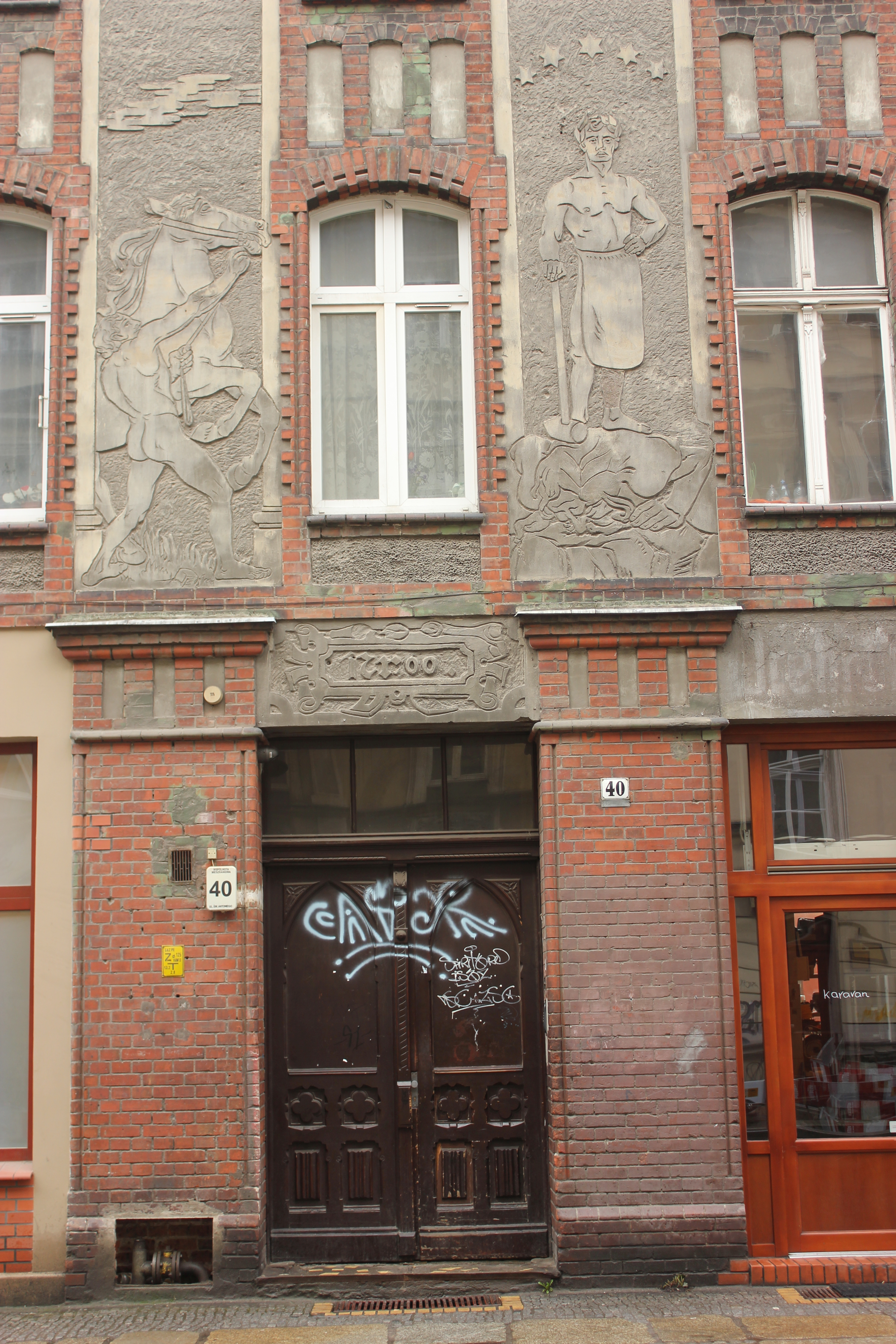
Dekoracja sgraffitowa na elewacji frontowej z nagą postacią mężczyzny ujarzmiającego konia

Kamienica została wzniesiona po 1899 roku prawdopodobnie na zlecenie towarzystwa ubezpieczeniowego Deutschland. Nad pracami czuwał mistrz budownictwa Robert Burghardt, a następnie spółka Engländer & Stefke. Budynek został utrzymany w secesyjnym stylu z elementami neorenesansu północnego i dekoracjami neoempirowymi (festony pod oknami w skrajnych osiach). Budynek początkowo posiadał pięć kondygnacji (obecnie ma dodatkowo nadbudówkę) oraz dziesięcioosiową fasadę, przy czym osie skrajne wyróżnione są zdwojonymi oknami osadzonymi w pasach jasnego tynku. Pozostała część jest licowana cegłą czerwoną, a między oknami znajduje się dekoracja sgraffitowa nawiązująca do ideologii państwa Prus i idei pracy. Na wysokości drugiej kondygnacji umieszczono nagą postać mężczyzny ujarzmiającego konia, kowala personifikację Hefajstosa oraz kobietę karmiącą ptaki. Na wysokości trzeciej kondygnacji umieszczono rysunki przedstawiające pszczeli ul i orła z upolowanym zającem. W płycinach pomiędzy oknami kolejnej kondygnacji znajduje się przestylizowany wizerunek orła Prus z inicjałami króla Prus Fryderyka – "FR" i orła śląskiego, a pomiędzy nimi umieszczono alegorię chrześcijańskiego handlu: laskę Merkurego, paczki towarów i wieżę kościelną. Na ostatniej kondygnacji znajduje się kartusz z datą 1900 w otoczeniu księżyca z gwiazdami i słońca. 

## Po 1945 roku
Działania wojenne w 1945 roku tylko częściowo zniszczyły kamienicę. Nie zachowały się skrzydła budynku i została ona podwyższona o dwie kondygnacje poddasza. 